# 김제 금산사 석고미륵여래입상
김제 금산사 석고미륵여래입상은 전북특별자치도 김제시 금산면, 금산사에 있는 불상이다. 2014년 10월 29일 대한민국의 국가등록문화재 제619호로 지정되었다.

## 개요
한국 근대조각의 대표적 작가인 김복진의 대표작으로, 대형불상을 조성하던 전통적 방식이 사라진 이후 근대기에 새롭게 등장한 석고를 재료로 제작한 대표적 사례로 역사적 가치가 크다.
근대기 새로운 기법과 조형의지를 담아 낸 김복진의 기념비적 작품이다.

## 같이 보기
- 김복진

## 참고 자료
- 김제 금산사 석고미륵여래입상 - 국가유산청 국가유산포털